# Mistrzostwa świata w szachach 2006
| Uczestnicy meczu                                               | Uczestnicy meczu                                         |
| -------------------------------------------------------------- | -------------------------------------------------------- |
| Vladimir Kramnik                                               | Veselin Topalov                                          |
| Władimir Kramnik klasyczny mistrz świata ur. 1975 ranking 2743 | Weselin Topałow mistrz świata FIDE ur. 1975 ranking 2813 |

Mistrzostwa świata w szachach 2006 – mecz szachowy, rozegrany w Eliście w dniach 23 września – 13 października 2006 r., który zunifikował dwa tytuły mistrza świata i wyłonił niekwestionowanehgo mistrza świata po 13 latach podziału, pomiędzy klasycznym mistrzem świata Władimirem Kramnikiem z Rosji, a mistrzem świata FIDE Weselinem Topałowem z Bułgarii. Po dogrywce mecz zakończył się wynikiem 8½ – 7½ dla Kramnika.

## Tło
Po odejściu Garri’ego Kasparowa z FIDE w 1993 roku było dwóch mistrzów świata w szachach. Był „klasyczny” mistrz świata, tytuł, który przechodzi na gracza dopiero wtedy, gdy pokona poprzedniego mistrza świata. Trzymał go Kasparow, dopóki nie został pokonany przez Kramnika w mistrzostwach świata w szachach klasycznych 2000. Był też „oficjalny” mistrz świata FIDE, wyznaczany przez różne formaty turniejów, który od mistrzostw świata FIDE w szachach 2005 trzymany był przez Topałowa.
Od 1993 do 2006 roku nie odbył się żaden mecz pomiędzy różnymi klasycznymi i oficjalnymi mistrzami. Ten mecz połączył obu posiadaczy tytułów i po raz pierwszy od rozłamu w 1993 roku zunifikował tytuły mistrza świata w szachach.

## Zasady
Mecz był rozegrany na dystansie 12 rund. Fundusz nagród wyniósł 1 milion dolarów (dzielone po równo pomiędzy uczestnikami bez względu na wynik).
Zawodnicy rozgrywali partie klasycznym tempem: 120 minut na 40 posunięć, następnie 60 minut na 20 posunięć oraz 15 minut na dokończenie partii, poczynając od 61. posunięcia dodatkowo otrzymując 30 sekund po każdym wykonanym posunięciu. W przypadku remisu przewidziano dogrywkę, składającą się z 4 partii tempem szachów szybkich (25 minut na partię oraz 10 sekund bonifikaty po każdym wykonanym posunięciu). Jeśli w dalszym ciągu wynik spotykania pozostawał nierozstrzygnięty, zawodnicy mieli rozegrać dwie partie błyskawiczne (5 minut + 10 sekund po posunięciu), a jeśli i ta dogrywka nie zdecydowałaby o zwycięzcy, odbyłaby się ostatnia, decydująca partia, w której wylosowany jako pierwszy zawodnik wybierał kolor bierek, z tym że grający białymi otrzymywał 6, a czarnymi – 5 minut. Do ostatecznego zwycięstwa białe musiały jednak wygrać, a czarnym wystarczał remis.

## Przebieg meczu
W pierwszych dwóch partiach wygrał Krammik, w następnych czterech Topałow wygrał raz i były dwa remisy i na półmetku prowadził Krammik 3½ – 2½. Po kolejnym nierozstrzygniętym pojedynku w 7. partii, w partiach 8. i 9. Topalow wygrał i prowadził 5:4. W 10. partii wygrał Krammik i był remis 5:5, w ostatnich dwóch partiach były remisy i wynik był remisowy i wynosił 6:6. Tym samym rozegrano 4 partie szachów szybkich, w dwóch z nich wygrał Krammik, a w jednym Topałow oraz w jednym był remis, co oznaczało, że Krammik wygrał mecz.
| Partia   | Data            | Kramnik | Topałow | ECO | Pos. | Aktualna sytuacja        | Zapis |
| -------- | --------------- | ------- | ------- | --- | ---- | ------------------------ | ----- |
| 1        | 23 września     | 1       | 0       | E04 | 75   | Kramnik prowadzi 1 – 0   |       |
| 2        | 24 września     | 1       | 0       | D18 | 63   | Kramnik prowadzi 2 – 0   |       |
| 3        | 26 września     | ½       | ½       | E04 | 38   | Kramnik prowadzi 2½ – ½  |       |
| 4        | 27 września     | ½       | ½       | D47 | 54   | Kramnik prowadzi 3 – 1   |       |
| 5        | 29 września     | 0       | 1       | A00 | 0    | Kramnik prowadzi 3 – 2   |       |
| 6        | 2 października  | ½       | ½       | D17 | 31   | Kramnik prowadzi 3½ – 2½ |       |
| 7        | 4 października  | ½       | ½       | D27 | 60   | Kramnik prowadzi 4 – 3   |       |
| 8        | 5 października  | 0       | 1       | D47 | 52   | Remis 4 – 4              |       |
| 9        | 7 października  | 0       | 1       | D12 | 39   | Topałow prowadzi 5 – 4   |       |
| 10       | 8 października  | 1       | 0       | E10 | 43   | Remis 5 – 5              |       |
| 11       | 10 października | ½       | ½       | D12 | 66   | Remis 5½ – 5½            |       |
| 12       | 12 października | ½       | ½       | D12 | 47   | Remis 6 – 6              |       |
| Dogrywka |                 |         |         |     |      |                          |       |
| 13       | 13 października | ½       | ½       | D18 | 47   | Remis 6½ – 6½            |       |
| 14       | 13 października | 1       | 0       | D45 | 45   | Kramnik prowadzi 7½ – 6½ |       |
| 15       | 13 października | 0       | 1       | D12 | 50   | Remis 7½ – 7½            |       |
| 16       | 13 października | 1       | 0       | D47 | 45   | Kramnik wygrał 8½ – 7½   |       |